# Sloanea caudata
Sloanea caudata är en tvåhjärtbladig växtart som beskrevs av Julian Alfred Steyermark. Sloanea caudata ingår i släktet Sloanea och familjen Elaeocarpaceae. Inga underarter finns listade i Catalogue of Life.